# Куланги
Куланги (также даканги) — одна из бойцовых пород кур. Относится к старым местным породам кур Средней Азии. Выведена в результате народной селекции местных петухов в соответствии с бойцовым идеалом, включающим в себя агрессивность, массивность телосложения и крепость конституции. Куланги традиционно были распространены в Хивинском и Бухарском ханствах. В Бухарской, Самаркандской областях Узбекистана, они ныне известны под названием «куланги»; в Ферганской долине, Кыргызстане и Южном Казахстане распространено название «даканги» или «деканы». По окраске оперения различают следующие разновидности: лососевая, светло-коричневая, чёрная. Птицы отличаются живым, агрессивным темпераментом. Молодых петушков рано начинают тренировать методом постановки перед зеркалом для выработки бойцовых качеств. Птица приспособлена к жизни в сухом, жарком климате. Имеет высокий рост, вертикально вытянутое, поджарое туловище и значительный вес, так как её мускулатура и крепкие кости тяжелее жира других пород. Гребень и серёжки выражены слабо. Живая масса петухов  достигает 4,5 и более кг; кур — 3,5 кг. Куры начинают нестись относительно поздно, не ранее 6 месяцев после вылупления. Яйценоскость у несушек-кулангов достигает 100 яиц в первый год жизни. Яйцекладка проходит почти исключительно в зимне-весенние месяцы. Порода крупнояичная, масса яйца составляет местами более 60 граммов. Форма яйца вытянутая, конусообразная. Показатели оплодотворенности и выводимости яйц кулангов не очень высоки, однако сохранность молодняка достигает 95%. Птица разводится любителями петушиных боёв, в основном в приусадебных хозяйствах Средней Азии, также сохраняется в коллекционариях как генетический резерв.